# Filles de fraudeurs
Filles de fraudeurs est un film belge réalisé par Émile-Georges De Meyst et sorti en 1962.

## Synopsis
Un petit bistro situé à la frontière entre la France et la Belgique est le repaire de contrebandiers.

## Fiche technique
- Titre flamand : Smokkelaarsmeiden
- Réalisation : Émile-Georges De Meyst
- Scénario : Marcel Roy et Émile-Georges De Meyst
- Production : Procibel (Bruxelles)
- Image : Henri Barreyre
- Musique : Marcel Mortier
- Montage : Jean Notte
- Type : noir & blanc
- Durée : 90 minutes
- Date de sortie :
  - 1962

## Distribution
- Betty Beckers : Josée
- Gisel Berteau : Rougeau
- Paul Cambo : René
- Nelly Charbotel : Francine
- Francine Charlier
- Michel Daniel
- Marie J. Delcourt
- René Herdé : Bazin
- Jean Houbé : Mareuil
- Maurice Lecocq : Mazier